# Universidad Alexandru Ioan Cuza de Iași
La Universidad "Alexandru Ioan Cuza" de Iași (en rumano: Universitatea „Alexandru Ioan Cuza” din Iași) es una institución de educación superior de la ciudad rumana de Iași y recibe su nombre por el príncipe Alexandru Ioan Cuza.

## Historia
La Universidad inició su actividad el 26 de octubre de 1860, al comienzo sólo con tres Facultades: Derecho, Filosofía y Teología. Esta última cesó de existir entre 1864 y 1933. En realidad, su establecimiento se produjo sólo un año después de la creación del Estado rumano, por un decreto de Alexandru Ioan Cuza, que transformó la Academia Mihăileană en una universidad.
Por ley de 5 de diciembre de 1864 se restructuró la Universidad, con las facultades de Filosofía y Literatura, de Ciencias, de la que en 1937 se desgajó la Politécnica de Iasi, Derecho y Medicina. 
En la actualidad cuenta con unos 25.000 estudiantes.

## Profesores y alumnos célebres

### Profesores
- Petre Andrei
- Vasile Arvinte
- Viorel Barbu
- Simion Bărnuţiu
- Traian Bratu
- Dimitrie Brândză
- Ioan Cantacuzino
- A. C. Cuza
- Nicolae Daşcovici
- Emil Dumea
- Tahsin Gemil
- Dimitrie Gusti
- Dragomir Hurmuzescu
- Iorgu Iordan
- Nicolae Iorga
- Gheorghe Ivănescu
- Titu Maiorescu
- Grigore Moisil
- Dumitru Oprea
- Constantin Ion Parhon
- Ion Petrovici
- Alexandru Philippide
- Luca Piţu
- Alexandru-Florin Platon
- Dimitrie Pompeiu
- Constantin Stere
- Simion Stoilow
- Mihai Răzvan Ungureanu
- Alexandru Dimitrie Xenopol
- Alexandru Zub

### Estudiantes
- Sorin Antohi
- Teoctist Arăpaşu
- Corneliu Zelea Codreanu
- Gabriela Creţu
- Benjamin Fondane
- Dimitrie Gusti
- Horia Hulubei
- Nicolae Iorga
- Traian Lalescu
- Nicolae Malaxa
- Cristian Mungiu
- Gheorghe Nichita
- Alina Mungiu-Pippidi
- George Pruteanu
- Isaac Jacob Schoenberg
- Marin Sorescu
- Constantin Stere
- Mihai Răzvan Ungureanu
- Gheorghe Vrânceanu
- Alexandru Zub